# Syrak Hansen
 Der er flere personer med dette navn, se Syrak Hansen (1866-1956).
Peter Syrak Hansen (10. september 1833 i Svanninge – 4. april 1904 i Faaborg) var en dansk maler.
Syrak Hansens uddannelse til dekorationsmaler af Georg Hilker 1853-57 ved Kunstakademiet i København var noget usædvanligt, dette medvirkede nok til, at Hansen blev en efterspurgt malermester og dekorationsmaler på Sydfyn. En stor del af hans virke lå i dekorationsarbejder i sydfynske herregårde og kirker. Hansens arbejdsområde fik sidst i århundredet betydning for den nye generation af fynske malere, idet Hansen ansatte malerlærlinge, som f.eks. Fritz Syberg som hjælpere om sommeren. Det fik væsentlig håndværksmæssig og kunstnerisk betydning, fordi Hansen fik udført kvalificeret arbejde, og de unge tjente penge til vinterens studier. Hansens hjem var et kulturelt centrum for kunstnergruppen Fynboerne, Fritz Syberg, Johannes Larsen, Peter Hansen, Jens Birkholm, Søren Lund, Karl Schou med flere.
To af hans børn, Peter Hansen og Anna Syberg (gift med Fritz Syberg) blev kendte malere. En anden søn, Syrak Hansen, overtog faderens forretning som malermester, mens en anden datter, Marie, var gift først med Karl Schou og dernæst med Fritz Syberg.

## Hæder
- 1873 De Neuhausenske Præmier for dekoration af vestibulen i Råd- og Domhuset, København
- 1875 Den Reiersenske Fond